# Józef Dzida
Józef Dzida (ur. 9 marca 1928 w Giełczewie, zm. 23 czerwca 2004 w Lęborku) – polski milicjant, który wsławił się uratowaniem w 1960 roku dwuletniego dziecka, Józia Mularczyka, spod kół pociągu.

## Życiorys
Urodził się w 1928 roku w rodzinie chłopskiej. Podczas okupacji działał w Batalionach Chłopskich pod pseudonimem „Hebel” jako łącznik dowódcy oddziału w okolicach Krasnegostawu. Po wojnie, w 1946 roku wraz z rodzicami osiedlił się na terenie Ziem Odzyskanych w Obliwicach w powiecie lęborskim. Zdobył zawód technika-chemika, po czym pracował w Centralnym Instytucie Standaryzacji Żywności w Gdyni a następnie w Zakładach Mięsnych w Gdańsku. W roku 1952 zawarł związek małżeński, po czym z żoną Reginą zamieszkał w Tawęcinie. Do 1957 roku pracował w Wydziale Rolnictwa Powiatowej Rady Narodowej w Lęborku. Od 1957 r. rozpoczął służbę w Milicji Obywatelskiej. Po przeszkoleniu podoficerskim w Gdańsku otrzymał stopień kaprala i rozpoczął służbę w Referacie Dzielnicowych Komendy Powiatowej MO w Lęborku. Od roku 1961 wraz z żoną i dziećmi zamieszkał w Lęborku. W roku 1983 przeszedł na emeryturę w stopniu porucznika MO, po czym zajął się pszczelarstwem. Za swoje czyny i osiągnięcia w pracy został odznaczony Krzyżem Kawalerskim Orderu Odrodzenia Polski, Srebrnym i Złotym Krzyżem Zasługi oraz wieloma odznaczeniami resortowymi. Zmarł w 2004 roku.

## Uratowanie dziecka
W dniu 17 maja 1960 r. o godz. 8.40 Józef Dzida oczekiwał na peronie przystanku w Tawęcinie na pociąg, którym dojeżdżał do pracy. Gdy pociąg zbliżał się już do stacji, ludzie na peronie zauważyli dwuletnie dziecko siedzące na torach. Nikt jednak nie pospieszył z pomocą z wyjątkiem Józefa Dzidy, który skoczył na tory niemal w ostatniej chwili. Milicjant chwycił dziecko, jednak nie zdążył już odskoczyć z nim na bok, toteż położył się między szynami nakrywając własnym ciałem chłopczyka. Lokomotywa i wagony przejechały nad leżącymi, ale ostatni wagon wlókł przez kilkanaście metrów Dzidę wraz z chronionym przez niego dzieckiem. Milicjant nie stracił życia, został jednak ranny, natomiast dwuletni Józio Mularczyk wyszedł z wypadku bez szwanku. Dzida został odwieziony do szpitala w Lęborku i po kilku tygodniach wrócił do zdrowia i służby.
Bohaterski czyn Józefa Dzidy zyskał mu powszechne uznanie społeczeństwa, przełożonych i wielu instytucji. Rada Państwa przyznała mu, jako pierwszemu odznaczonemu, medal „Za ofiarność i odwagę”, który został ustanowiony równo 3 miesiące wcześniej. Specjalnym rozkazem Komendanta Głównego MO został awansowany do stopnia starszego sierżanta. Wydarzenie zostało również opisane w czytance – podręczniku do języka polskiego dla szkół podstawowych w latach 60. XX wieku.